# 大吉嶺有限公司
《大吉嶺特快車》（英語：The Darjeeling Limited）是2007年的一部美国公路喜劇片，導演是魏斯·安德森，主演則是歐文·威爾森、安卓·布洛迪和傑森·薛茲曼。

## 劇情
三名平時不連絡的兄弟，計劃共同參與一趟火車橫越印度之旅，重新培養兄弟情誼。這趟心靈探索的旅程隨即變調了，他們發現身陷孤立無援的沙漠中，拎著11個大小皮箱、一台印表機、一台薄型機器，一趟計畫之外的嶄新的旅程即將再度展開。
自父親葬禮後，三兄弟已有一年互不往來。老大弗朗西斯（歐文·威爾森飾）計劃了一次周密的印度旅行，並告訴弟弟們這是為了找回自我和彼此間的親情。雖然不熱衷這次旅行，試圖擺脫各自糟糕生活的老二彼得（安德林·布洛迪飾）和老三傑克（傑森·薛茲曼飾）還是同意了弗朗西斯的計劃。兄弟三人搭乘豪華列車展開了笑料百出的穿越印度之旅，並從沿途各地收集奇怪的紀念品。終於在勾搭完女列車員，放跑作為紀念品買回的眼鏡蛇和在列車上大打出手後，他們被忍無可忍的列車長連同所有行李一起扔下了車。雖然一切脫離了弗朗西斯的控制，但這計劃外的變故卻令兄弟三人更為接近這次旅行的真正目的。

## 演員
| 角色     | 演員        | |
| -------- | ----------- | --- |
| 弗朗西斯 | 歐文·威爾森 | 大哥，包裹著紗布的腦袋，看起來傻頭傻腦，鼻子上還貼著一個滑稽的狗皮膏藥。他喜歡拄著拐杖，但在緊急關頭，也能夠健步如飛。弗朗西斯總是不停的在講話，固執的依賴於一個周密的行程計劃，對所有人和事都有很強的控制欲。 |
| 彼得     | 艾哲倫·保迪 | 老二，一進入印度教寺廟中，就會習慣性的劃著十字禱告。他總是帶著父親留下的眼鏡，即使刷牙的時候也不取下。彼得從沒想過自己有一天會做父親，因為他覺得自己遲早會離婚，而如今他卻一直念叨著懷孕的老婆。               |
| 傑克     | 傑森·薛茲曼 | 老三，他是一位短篇小说作家，刚刚和女友分手，可仍然对女友非常迷恋，不断地偷听对方的电话答录机。他将发生在身边的事情都写进了短篇故事中，却坚持说这些都是虚构的。                                                 |

## 外部連結
- The Darjeeling Limited at Fox Searchlight
- 互联网电影数据库（IMDb）上《大吉嶺有限公司》的资料（英文）
- AllMovie上《大吉嶺有限公司》的资料（英文）
- Box Office Mojo上《大吉嶺有限公司》的資料（英文）
- 爛番茄上《大吉嶺有限公司》的資料（英文）
- Metacritic上《大吉嶺有限公司》的資料（英文）
- IONCINEMA.com interview with Wes Anderson （页面存档备份，存于）
- An open letter to Wes Anderson （页面存档备份，存于） from Steely Dan offering musical contributions for the film
- Darjeeling Limited Analysis